# Luka Vekić
Luka Vekić, slovenski nogometaš, * 10. april 1995, Postojna.
Vekić je profesionalni nogometaš, ki igra na položaju napadalca. Od leta 2024 je član avstrijskega kluba Union Gurten. Ped tem je igral za slovenske klube Koper, Ankaran, Dekane, Krško in Gorico ter italijanska Agropoli in Sistiano. Skupno je v prvi slovenski ligi odigral več kot 85 tekem in dosegel več kot deset golov, v drugi slovenski ligi pa je odigral 90 tekem in dosegel 27 golov. Leta 2015 je odigral tri tekme za slovensko reprezentanco do 21 let.